# Słodka bajeczka
Słodka bajeczka (ros. Сладкая сказка) – radziecki krótkometrażowy film lalkowy z 1970 roku w reżyserii Władimira Diegtiariowa. 

## Obsada (głosy)
- Tamara Dmitrijewa
- Kłara Rumianowa
- Jurij Chrżanowski
- Bronisława Zacharowa